# سازمان اطلاعات نظامی پاکستان
سازمان اطلاعات نظامی پاکستان با نام رسمی «انٹر سروسز انٹیلی‌جنس»، مشهور با سرواژه آی‌اس‌آی (به انگلیسی: ISI) نام اصلی‌ترین سرویس اطلاعاتی پاکستان است که توسط نیروی زمینی پاکستان اداره می‌شود.
آی‌اس‌آی عملیات‌های مخفی و اطلاعاتی عمده‌ای در بیرون از پاکستان در کارنامه دارد. از جمله آموزش و فراهم‌سازی پول برای مجاهدین افغان درطی جنگ‌های جهادی آنان با نیروهای ارتش سرخ شوروی در دهه ۱۹۸۰، مسلح‌سازی و آموزش‌دادن به اعضای جنبش طالبان پیش از حمله ۱۱ سپتامبر ۲۰۰۱ به ایالات متحده، و اتهام حمایت نزدیک از جدایی‌خواهان منطقه مورد مناقشه کشمیر.
آی‌اس‌آی هم‌چنین متهم به حمایت و ارتباط با شبکه حقانی است. شبکه حقانی دارای ارتباط با شبکه القاعده است و متهم به دست‌داشتن در شبکه بین‌المللی قاچاق عُمده مواد مخدر است.

## جایگاه فراقانونی
در پاکستان هیچ قانون یا مرجع قدرت مشخصی برای کنترل و بازبینی عمل‌کرد سازمان اطلاعات نظامی وجود ندارد.

## فرماندهی
فرمانده آی‌اس‌آی بر اساس قوانین پاکستان، از سوی نخست‌وزیر و پس از مشورت با فرمانده نیروی زمینی پاکستان انتخاب می‌شود.
هم‌اکنون ژنرال ندیم انجم ، فرماندهی سازمان اطلاعات نظامی پاکستان را برعهده دارد.